# Ulf Ekman
Ulf Ekman (* 8. prosince 1950, Göteborg) je bývalý švédský pastor a zakladatel charismatické církve Livets Ord ("Slovo života") a teologické školy Livets Ord University v Uppsale. V březnu 2014 oznámil na svých webových stránkách odchod do Římskokatolické církve.
Ulf Ekman se v mládí hlásil ke krajně levicovým myšlenkám. Křesťanem se stal roku 1970. Vystudoval filosofii a teologii; pracoval jako pastor pro studenty v rámci luterské Švédské církve. Tuto církev však opustil a roku 1983 založil v Uppsale první sbor Slovo života. Jeho sbor a církev se misijně angažují v zemích východní Evropy. Sbory Slova života po epoše explozivního radikalismu v současné době procházejí obdobím, kdy se otevírají ekumenické spolupráci, nezapírají dědictví reformační teologie, z něhož zčásti vyšly, a akceptují i teologické důrazy jiných křesťanských tradic.
V rovině politických filosofií je Ekman kritikem socialismu i švédského modelu sociálního státu.
Ulf Ekman navštívil několikrát i Česko, poprvé v roce 1992. Pod jeho vlivem v Česku působí sbory církve Slovo života.